# Grafschaft Alsleben
Die Grafschaft Alsleben war ein Territorium an der unteren Saale um Alsleben im heutigen Sachsen-Anhalt.

## Geschichte
Graf Gero von Alsleben wurde erstmals für das Jahr 979 erwähnt, als er mit seiner Frau Adela ein Kanonissenstift auf der Burg grúndete und bald darauf gewaltsam starb. Die reichsunmittelbare Grafschaft ging spätestens um 994 an dessen Schwiegersohn Siegfried von Harsefeld, in dessen Familie der Grafen von Stade sie bis zum Tod Heinrichs im Jahr 1128 blieb.
Danach ging das Gebiet an das Erzstift Magdeburg, das die Herrschaft Alsleben 1443 pfandweise an die Familie von Krosigk überließ, 1479 dann erbrechtlich.
1747 kaufte Fürst Leopold Maximilian von Anhalt-Dessau die Herrschaft, die weiterhin Lehen des Herzogtums Magdeburg blieb.

## Gebiet
Das Territorium erstreckte sich vor allem östlich der unteren Saale um Alsleben bis zur Fuhne. Zeitweise gehörte auch Könnern dazu.

## Grafen von Alsleben
- Gero von Alsleben, ?–979
- Siegfried II. von Stade, um 994–1037
- Lothar Udo I. von Stade, 1037–1057
- Lothar Udo II. von Stade, 1057–1082
- Heinrich I. von Stade, 1082–1087
- Lothar Udo III. von Stade, 1097–1106
- Rudolf von Stade, 1106–1114
- Heinrich II. von Stade, 1115–1128